# 70e parallèle nord
Pour les articles homonymes, voir 70e parallèle.
En géographie, le 70e parallèle nord est le parallèle joignant les points de la surface de la Terre dont la latitude est égale à 70° nord.

## Géographie

### Dimensions
Dans le système géodésique WGS 84, au niveau de 70° de latitude nord, un degré de longitude équivaut à 38,187 km ; la longueur totale du parallèle est donc de 13 747 km, soit environ  34,3 % de celle de l'équateur. Il en est distant de 7 769 km et du pôle Nord de 2 233 km,.
Comme tous les autres parallèles à part l'équateur, le 70e parallèle nord n'est pas un grand cercle et n'est donc pas la plus courte distance entre deux points, même situés à la même latitude. Par exemple, en suivant le parallèle, la distance parcourue entre deux points de longitude opposée est 6 874 km ; en suivant un grand cercle (qui passe alors par le pôle nord), elle n'est que de 4 466 km.

### Durée du jour
À cette latitude, le soleil est visible toute la journée au solstice d'été, et reste sous l'horizon toute la journée au solstice d'hiver.

### Régions traversées
Norvège